# Andalucia Tennis Experience 2011
L'Andalucia Tennis Experience 2011 è stato un torneo di tennis giocato sulla terra rossa. È stata la 3ª edizione dell'Andalucia Tennis Experience, che fa parte della categoria International nell'ambito del WTA Tour 2011. Si è giocato dal Club de Tenis Puente Romano di Marbella in Spagna, dal 4 al 10 aprile 2011.

## Partecipanti

### Teste di serie
| Giocatore          | Nazionalità | Ranking* | Testa di serie |
| ------------------ | ----------- | -------- | -------------- |
| Viktoryja Azaranka | Bielorussia | 8        | 1              |
| Svetlana Kuznecova | Russia      | 15       | 2              |
| Aravane Rezaï      | Francia     | 24       | 3              |
| Alexandra Dulgheru | Romania     | 28       | 4              |
| Cvetana Pironkova  | Russia      | 34       | 5              |
| Klára Zakopalová   | Rep. Ceca   | 36       | 6              |
| Roberta Vinci      | Italia      | 37       | 7              |
| Sara Errani        | Italia      | 40       | 8              |

- Ranking del 21 marzo 2011.

### Altre partecipanti
Giocatrici che hanno ricevuto una Wild card:
- Estrella Cabeza Candella
- Svetlana Kuznecova
- Dinara Safina

Giocatrici passate dalle qualificazioni:

- Mona Barthel
- Irina-Camelia Begu
- María-Teresa Torró-Flor
- Lara Arruabarrena-Vecino

## Distribuzione del montepremi e dei punti

### Distribuzione dei punti
| Turno                        | Singolare femminile | Doppio femminile |
| ---------------------------- | ------------------- | ---------------- |
| Campionesse                  | 280                 | 280              |
| Finalisti                    | 200                 | 200              |
| Semifinaliste                | 120                 | 120              |
| Eliminate ai quarti          | 70                  | 70               |
| Eliminate agli ottavi        | 30                  | 1                |
| Eliminate al 1º turno        | 1                   | –                |
| Qualificate                  | 16                  | –                |
| Turno finale qualificazioni  | 10                  | –                |
| Secondo turno qualificazioni | 6                   | –                |
| Primo turno qualificazioni   | 1                   | –                |

### Montepremi
Il montepremi totale quest'anno è stato di 220 000 $.
| Turno                        | Singolare femminile | Doppio femminile (per squadra) |
| ---------------------------- | ------------------- | ------------------------------ |
| Campionesse                  | 37 000 $            | 11 000 $                       |
| Finaliste                    | 19 000 $            | 5750 $                         |
| Semifinaliste                | 10 200 $            | 3100 $                         |
| Eliminate ai quarti          | 5340 $              | 1650 $                         |
| Eliminate agli ottavi        | 2950 $              | 860 $                          |
| Eliminate al 1º turno        | 1725 $              | –                              |
| Turno finale qualificazioni  | 860 $               | –                              |
| Secondo turno qualificazioni | 460 $               | –                              |
| Primo turno qualificazioni   | 265 $               | –                              |

## Campionesse

### Singolare
Viktoryja Azaranka ha battuto in finale  Irina-Camelia Begu, 6–3, 6–2
- È il 2º titolo dell'anno per Victoria Azaranka, il 7° della sua carriera.

### Doppio
Nuria Llagostera Vives /  Arantxa Parra Santonja hanno battuto in finale  Sara Errani /  Roberta Vinci, 3–6, 6–4, [10–5]